# 脂肪酸メチルエステル
脂肪酸メチルエステル（しぼうさんメチルエステル、英: Fatty acid methyl ester、略称: FAME）は、脂肪あるいは脂肪酸とメタノールとのアルカリ触媒反応によって生産できる脂肪酸エステルの一種である。バイオディーゼル中の分子は主にFAMEであり、通常トランスエステル化によって植物油から得られる。1トンの油脂と0.1トンのメタノールから、1トンのFAMEと0.1トンのグリセリンが得られる。
全ての微生物は特異的なFAMEプロファイル（微生物フィンガープリント）を有していることから、微生物汚染源の追跡のために道具として使用できる。細胞の細胞膜および外膜（グラム陰性）脂質に存在する脂肪酸の種類および組成は、主要な表現型形質である。
臨床分析によってFAMEの長さ、結合、環、分岐を決定できる。この分析を行うために、微生物培養を行い、脂肪酸を抽出し、メチルエステルを形成するために使用される。揮発性誘導体は次にガスクロマトグラフィーに導入され、ピークのパターンが生物を同定する助けとなる。これは微生物の新種の特性評価に広く使用されており、病原性株を同定するために有用である。

## 性質

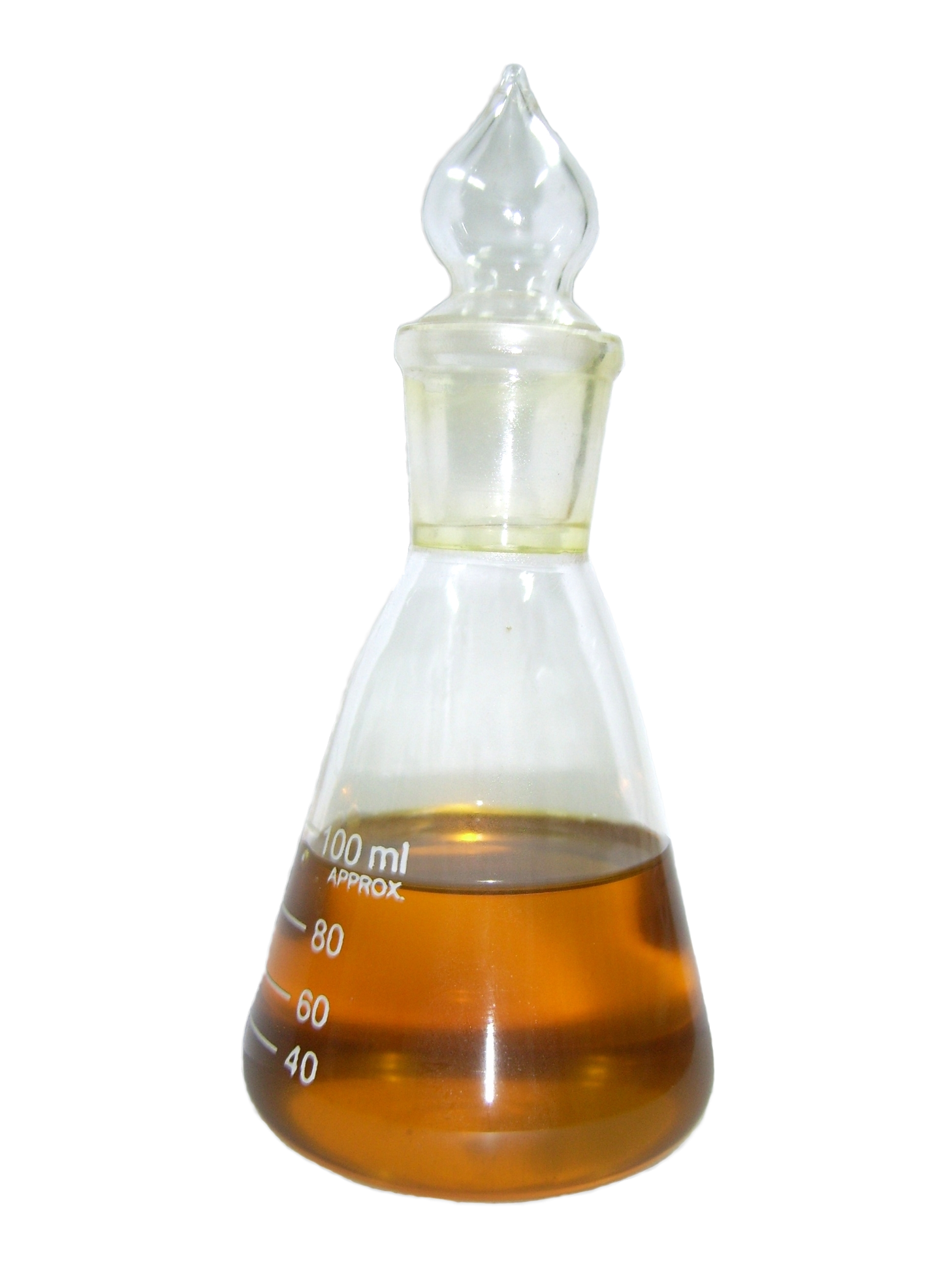
菜種メチルエステルの入ったサンプル

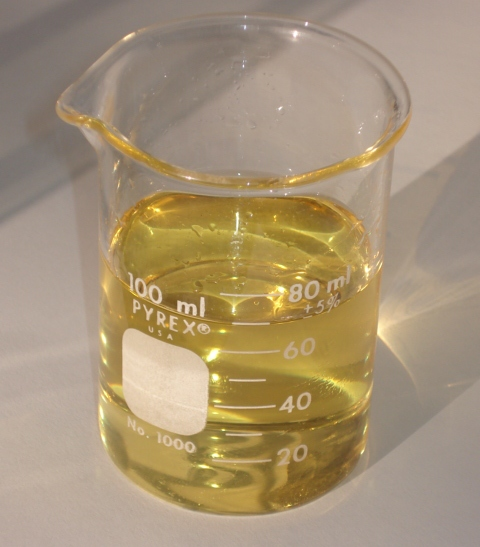
大豆メチルエステルの入ったサンプル

植物油から作られたFAMEは室温で液体であり、ディーゼル燃料とよく似た特徴を持つようになるが（ゆえにバイオディーゼルと呼ばれる）、ディーゼル燃料以外の溶媒効果もあり、モーターシステム中のシーリング材において技術的な問題が発生する。脂肪酸メチルエステルはシーリング材がFAMEに対して耐性がある時に代替燃料として使用することができる。
FAMEの貯蔵はできるだけ酸素に曝らされない状態で行わなければならない。これはFAMEが空気中の酸素と反応する不飽和脂肪酸由来の二重結合を部分的に含んでおり、分子間で架橋し樹脂化してしまうためである。FAMEが燃料として使われるとすると、高い品質基準を満たす必要がある。ヨウ素価は樹脂の形成の傾向の指標である。これはヨウ素価が存在する炭素-炭素二重結合に比例するためである。ゆえに、高いヨウ素価のFAMEは低いヨウ素価のものよりも簡単に樹脂化する。

## 生産
脂肪酸メチルエステル (FAME) は脂肪および油脂（トリグリセリド）とメタノールとのエステル交換反応によって生産される。この反応は酸あるいは塩基によって触媒される。その結果、三価アルコールであるグリセロールがメタノールによって置換される。反応生成物としてグリセロールとFAMEが得られる。天然の脂肪を用いると、天然トリグリセリドはいくつかの異なる脂肪酸残基を含んでいるため、常に様々な脂肪酸メチルエステルの混合物が得られる（炭素数は偶数）。

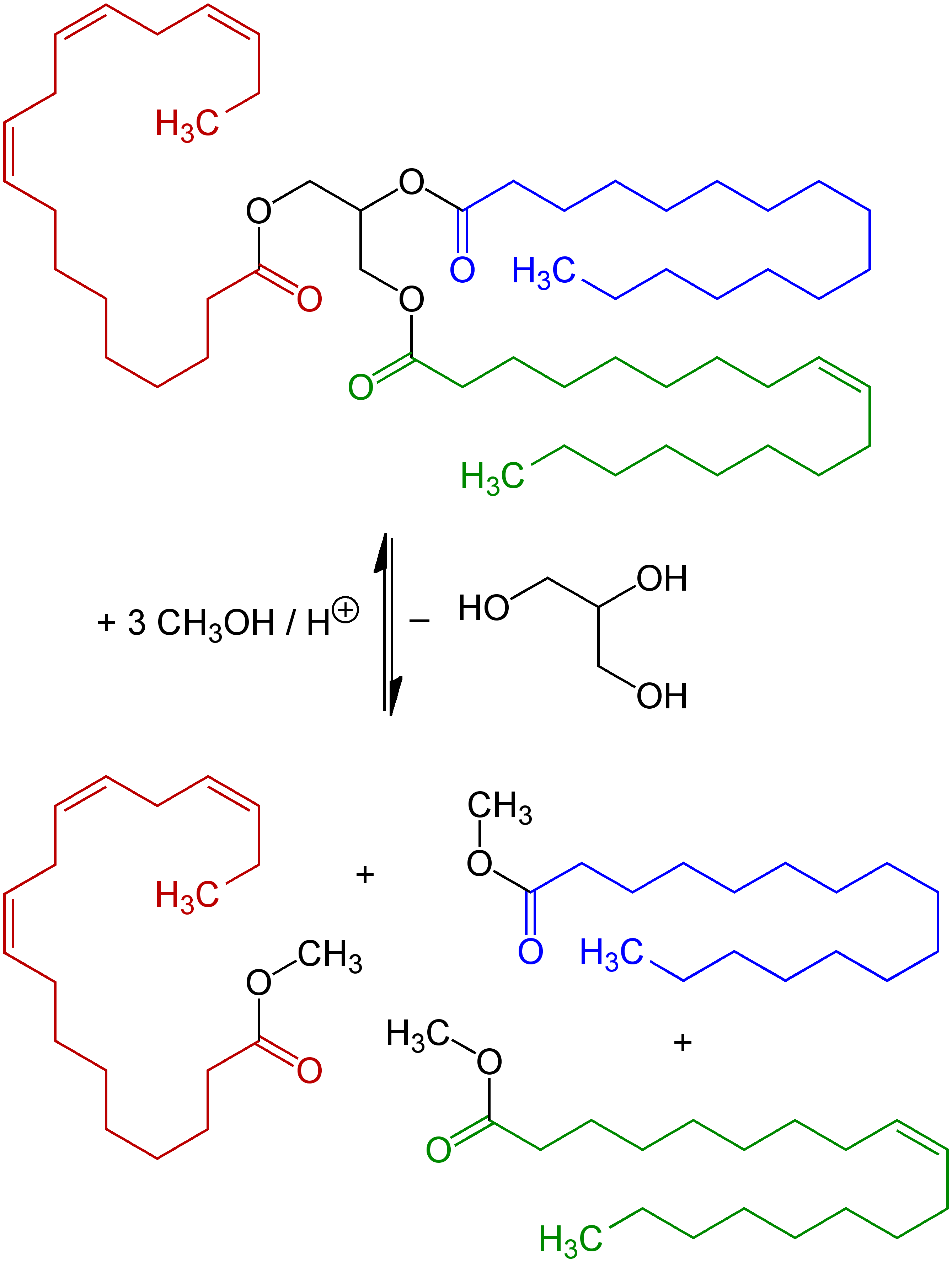
脂肪および油脂中の天然トリグリセリド（上）の酸触媒エステル交換反応の例。青で示された脂肪酸残基は不飽和度1、赤で示されたものは不飽和度3である。平衡反応において、グリセロールが切断され3種の異なるFAME（下）が得られる。

図では、エステル交換反応の平衡はグリセロールの除去あるいは過剰のアルコール（メタノール）を用いることによって生成物側にシフトする。
FAMEは人工の脂肪酸のエステル化でも作ることができる。しかしながら、この経路は工業的に重要な役割を果たしていない。

## 用途
| 密度 (15 °C) | 860-900 kg/m3      |
| 粘度 (40 °C) | 3,5-5,0 mm2/s      |
| 引火点       | min. 120 °C        |
| 硫黄         | max. 10 mg/kg      |
| 酸価         | max. 0,5 mgKOH/g   |
| ヨウ素       | max. 120 gIod/100g |
| 酸化安定性   | min. 6 h           |
| 灰分         | max. 0,02 Gew.-%   |
| セタン価     | min. 51            |

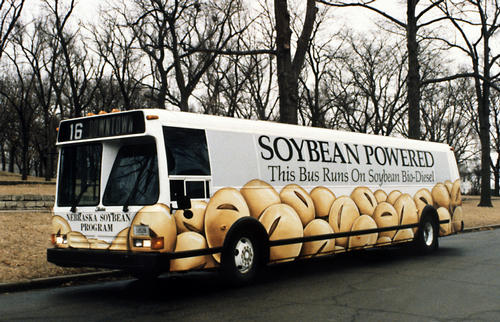
広告付きの大豆ディーゼルバス

脂肪酸メチルエステルは主にバイオディーゼルのために生産され、従来のディーゼル燃料に添加するクリーン燃料として使用されている。ディーゼルに対する混合成分としての脂肪酸メチルエステルはDIN EN 14214で明確に定義された品質パラメータを満たさなければならない。
FAMEは無処理の植物油よりもかなり低い粘度を示すため、既存のディーゼルエンジンを改良せずに鉱物ディーゼル燃料の代替物として使用することができる。しかしながら、この燃料はホースやシールといった燃料系の部品と接触するため、これらを脂肪酸メチルエステルに対して耐性を持つポリテトラフルオロエチレン（テフロン）あるいはFKMにする必要がある。FAMEの溶媒特性はによって燃料系のディーゼル残留物が溶解するため燃料フィルターが詰まる。また、バイオディーゼルは塗面にも損傷を与える。バイオディーゼル含量が高い際に起こるその他の問題としては、より短期間でのエンジンオイルの交換が必要となることが挙げられる。
バイオディーゼル生産において最も一般的な脂肪酸メチルエステルは大豆メチルエステル（SME、特に北米および南米。ヨーロッパに輸入されている）、菜種メチルエステル（RME、特に中央ヨーロッパ）、椰子油メチルエステル（PME）、動物性油脂に由来する脂肪酸メチルエステルである。ナンヨウアブラギリ（ヤトロファ、Jatropha curcas）の油やその他の油由来のFAMEが現在開発中であるが、大規模にはまだ使われていない。
スルホン化脂肪酸メチルエステルは陰イオン界面活性剤として使用されている（アルファスルホ脂肪酸メチルエステル塩を参照）。